# 矢野事件
矢野事件（やのじけん）とは、京都大学東南アジア研究センター（現・東南アジア地域研究研究所）所長であった矢野暢（1936-1999）教授が1993年（平成5年）に起こしたセクシャルハラスメント（以下、固有名詞と引用文を除き「セクハラ」で統一する。）事件と、それに関連する事件・訴訟の総称である。「京大矢野事件」、「京大・矢野事件」、「京都大学矢野事件」、「矢野セクハラ事件」、「京大元教授セクシュアル・ハラスメント事件」とも呼ばれる。
日本におけるセクハラ問題化のメルクマールになったとされ、これ以降、大学でのセクハラに対する文部省（現・文部科学省）の取り組みも始まったとされる。

## 概要
1993年（平成5年）、京都大学東南アジア研究センター（以下、「センター」という。）所長である矢野暢が、あるセンター職員の妹を秘書として雇いたいと申し出た。矢野は面接と称してホテルのラウンジに呼び出し、「秘書の仕事には添い寝も含まれる。」など発言し、断ったら姉を辞めさせると脅した。姉であるそのセンター職員からの抗議により、矢野は謝罪の念書を書いたが、その後も秘書などに対してセクハラ行為を繰り返し、次々に秘書が辞めていく事態となった。そのうち1人の非常勤職員は、センター事務長に「矢野からセクハラを受けたので退職したい。」と訴えた。
上記の事情を知ったセンター助手がセンターに質問状を提出することなどによって、セクハラ疑惑として表沙汰となった。その頃、センター助手に、学生時代に自分も矢野から性暴力に遭っていたという女性から電話がかかってきた。
センターは、改善委員会を設置し、矢野のセンター所長辞任をもって解決を図ろうとするが、具体的なペナルティもなく事件がうやむやにされるのを恐れた被害者女性が、井口博弁護士と相談の上、弁護士名義で文部大臣宛に質問状を提出したり、「甲野乙子」名義で京都弁護士会人権擁護委員会に人権救済の申し立てを行ったりした。矢野は、12月31日付で京都大学を辞職した。
1994年（平成6年）1月18日の京都新聞に、この事件に関する野田正彰の文章が掲載された。これを読み、現状が理解されていないと感じた小野和子が、1月25日の京都新聞に『学者と人権感覚 矢野元教授問題によせて』を寄稿した。これに反論する河上倫逸の文章が2月10日の京都新聞に掲載され、小野は2月20日の「大学でのセクシュアル・ハラスメントと性差別をテーマとする公開シンポジウム」において、『河上倫逸氏に答える セクハラは小事か』と題する文書を配布した。
矢野は、文部大臣に対する辞職承認処分の取り消しを求めた行政訴訟と、虚偽の事実が新聞に公表されたことなどにより名誉を傷つけられたなどとして甲野乙子、井口博、小野和子に対する3件の慰謝料請求の民事訴訟を起こしたが、いずれの判決も矢野の請求を棄却した。

## 事件の経緯

### 甲野乙子事件
1982年（昭和57年）1月末、大学3年生であった甲野乙子（仮名）は、甲野の通う大学の非常勤講師であった矢野暢の特別講義に出席した。その講義の終了後、甲野は大学内の学生食堂で矢野と話す機会を得て、東南アジア研究の話を中心に会話が弾み、自分が将来は研究者になりたい旨を伝え、甲野は矢野に自分の住所と電話番号を教えて再開を約束した。三度目の面会の際、大阪市内のホテルの地下街で夕食などを共にした後、矢野は「今日は疲れているから部屋で話の続きがしたい。」と切り出し、自分がチェックインしている同ホテルの部屋まで来るように申し向け、甲野はそれに応じて部屋に入った。
部屋に入ってからも東南アジアの話が続いたが、突然、矢野が椅子から立ち上がり、甲野の手を握ったので、甲野は矢野の手を振り払った。すると、矢野は「何で振り放った。」と怒鳴り、甲野が「男の人からいきなり手を握られたら振りほどいて当然である。」と答えると、甲野を平手で数回殴り、罵倒し始めた。甲野は泣きながら反論したが、矢野に罵倒と殴打を繰り返され、反論も止め、手を握られるままとなった。矢野は甲野の手を握りながら説得し始め、甲野の肩を抱こうとし、甲野がそれを拒もうとすると再び罵倒と殴打を繰り返した。また、矢野は甲野をベッドに座らせ、自ら着衣を脱ぎ、「君も裸にならないと対等ではない。」と着衣を脱ぐように求め、甲野が裸になると矢野は性交渉に及んだ。矢野は「性行為は対等な人間同士がやることであり、君と僕が性的関係を持ったことは東南アジア研究を目指す者同士の同志的連帯の証である。」などと言い、研究者になるために日常生活に到るまで指導することの同意を求めた。甲野は黙り込んでいたが、矢野が詰問してきたために同意をした。翌日、次に会う約束の日時を決めて別れた。
この日以降、甲野は、矢野に殴られた跡の治療にも行かず、矢野と会う約束以外では人目を避けて寮の自室に籠りがちになり、大学の授業に出ないことも多くなった。また、矢野と性的関係を持ったことには誰にも口外しなかった。
甲野は、矢野の勧めに従い、4月からアルバイトとして、卒業後は事務補佐員として矢野の研究室に勤務した。この間、何度か辞めたい旨を申し入れたが、その度に矢野が激怒し、殴るなどして撤回させられた。また、矢野との性的関係も継続させられ、甲野が婚姻した後も続いた。1988年（昭和63年）、甲野は他のアルバイトも矢野から性的関係を求められていたことや、第一秘書が自分と矢野との関係を認識していたことを知り、自分に対する対応が研究室ぐるみで行われていたと認識し、夫に対して告白するとともに、研究室への出勤を拒み、そのまま3月末に退職扱いとなった。その後、甲野は大学院に進学したが、矢野や関係者との接触を避けるために東南アジア研究の道を選択しなかった。

### A子事件
1992年（平成4年）12月、京都府庁でアルバイトをしていたA子は、センターに勤務している姉を通じて矢野から秘書として採用したいという申し出があった。1993年（平成5年）1月8日に京都市内のホテルにあるフランス料理店にて、A子とA子の姉、矢野、矢野の所長秘書の4人で面接を兼ねた会食を行った。その際、矢野は、あと数回会ってから採否を決めること、次の面接については姉を通じて後日連絡することを伝えた。
次の面接日である1月12日、出張から戻ってきた矢野と駅で再会し、矢野が疲労を訴え、話し相手になってほしい旨を述べたため、A子は「私でよかったら話し相手になります。」と応じた。その後、会食で利用したホテルの地下にあるバーに向かい、階段を降りる途中で、矢野は「私がこういう風に疲れた時は、『先生、今日は一緒に飲みに行きましょう。』とか、『先生、今日は添い寝をしてさしあげましょう。』とか言わなければいけない。それが秘書の役割だ。」と言った。A子はバーに入った後、秘書の仕事は自分には負担が大きいので辞退する旨を述べた。すると、矢野はA子に対し、「秘書としての事務処理の能力で雇うんではない。ハートの付き合いをしてもらうために雇うのである。」などと怒鳴り始めた。A子は「私には恋人がいるから、先生とはハートの付き合いができない。」と言うと、「男がいるような妹を紹介したお姉さんもお姉さんだ。お姉さんと所長秘書には責任をとってもらう。私は所長だから辞めさせることは簡単なんだ。」と畳み掛けた。A子は、これらの発言を聞いて秘書採用の最終的な返答について保留し、矢野から次の休日頃に再度会いたいから予定を開けておくようにと言われて別れた。
A子が帰宅後に自室で泣いていることから事情を察したA子の母がA子の姉に電話をし、A子は電話口でその日の経緯についてA子の姉に説明した。A子の姉は話を聞いて憤激し、翌日、所長秘書に事情を説明し、A子の秘書採用を断り、自分も責任を取って辞職する旨を申し出た。A子は、前田教授にも事情を説明した。前田教授から事情を聞いた高谷教授は、A子の姉に対して、矢野に謝罪させる旨を電話で伝えた。
2月25日、同ホテルにおいて、前田教授、高谷教授、所長秘書、A子の姉の立ち会いの下に、矢野はA子と会い、二度と同じようなことはしない旨を書き記した念書を渡し、「意志の疎通がうまく行かず、誤解が生じたのを深くお詫び致します。」と謝罪した。A子は、念書に「セクハラ」の文言を入れてほしいと思ったが受け入れられず、A子に対する言動の詳細については「あなたの心を傷付けた」という抽象的表現に留まった。
3月8日、この事件を告発する匿名の文書が、文部大臣と文部省記者クラブに届いた。矢野は、この事件を全面否定する釈明書を提出した。

### B子事件
1993年（平成5年）4月中旬、矢野は出張先の東京のホテルの自分の部屋において、出張に同行していた採用間もない秘書のB子に抱きつき着衣を脱がそうとしたが拒まれた。B子は直ちに帰宅し、以後出勤することなく4月30日付で退職した。

### C子事件
矢野は、前述のB子とのトラブルがあった1週間後に、出張先の東京のホテルの自分の部屋において、出張に同行していた採用間もない秘書のC子に抱きつき着衣を脱がそうとしたが拒まれた。

### D子事件
1993年（平成5年）6月10日、矢野は京都市内のホテルのエレベーター内で非常勤職員D子に抱きついた。6月14日、D子は「矢野からセクハラを受けましたので辞めさせてください。」「愛人にはなれません。報復が怖いから一身上の都合ということで辞表を出します。」などと言って辞職願を出した。

### 改善委員会
1993年（平成5年）6月14日、D子がセンター事務長とセンター庶務掛長に対し、矢野からセクハラを受けたので退職したい旨を訴えて辞職願を提出したことをセンター職員らが目撃した。6月15日には、矢野の研究室の私設秘書全員が辞職願を提出した。
A子の事情を知っていた米澤真理子センター助手（以下、「米澤助手」という。）は、上記の事情も知り、もはや矢野の個人的問題では済まないと考え、他の女性センター職員10名と共に6月21日付で事件の真相を究明し断固たる処置を取ってほしいという旨の質問状を「センター女性職員有志一同」名義で所長代理、副所長、各部門長、各部門主任宛に提出した。
この質問状を受領したセンター教授らは、部門長会議及び拡大部門長会議で対応を検討し、改善委員会を設置し、矢野以外の全センター教授で構成することを決定した。これらの経緯を知った矢野は、7月15日に開催された臨時の教授会において所長を辞任したい旨を申し出て承認された。改善委員会委員長である高谷教授は、個人の良識に解決を委ねるべきであると考え、矢野に謝罪等の条件を実行させ、所長を辞任することで事態を収拾しようとした。米澤助手は、高谷教授の報告の中にセクハラについて触れていないことを不満として、再び7月26日付で改善委員会の全委員宛に調査の継続の有無と辞任理由とセクハラの責任の関係について回答を求める趣旨の質問状を提出した。
質問状を受けて、7月30日に所員会議を開き、改善委員会委員長は、センターの全所員に対し、7月29日の協議員会でも矢野の辞任が承認されたこと、矢野の辞任の理由は他の公務が多忙であることとセンター内が混乱していることの責任を認めてのことであるとし、改善委員会はこれ以上の調査をしないことを伝えた。その一方で、女性職員に対し、今後は非公式に懇談を続けていくことを提案した。米澤助手は、非公式の懇談を続けるという提案を受け、8月中に2度の懇談を持った。また、米澤助手らは、井口博弁護士（以下、「井口弁護士」という。）と相談し、8月20日付で、セクハラの事実を認めて被害者に謝罪するか、責任の取り方として全ての公職を辞職するつもりがあるか、という趣旨の矢野個人に対する質問書を送付した。
矢野は、8月31日に正式にセンター所長を辞任した。9月1日、矢野の後任として坪内良博センター教授（以下、「坪内所長」という。）がセンター所長に就任し、改善委員会委員長も兼務することになった。9月9日、矢野は、所員会議において、所長辞任の挨拶をし、センター内に混乱が生じたことについて、遺憾の意を表した。矢野は、岡本道雄元京都大学総長（以下、「岡本元総長」という。）、徳山詳直瓜生山学園理事長（以下、「徳山理事長」という。）、高谷教授、古川教授と、自分の今後の対処の仕方について相談した。
同僚からの手紙で上記のような内部告発が行われていることを知った甲野は、9月24日にセンター編集室に電話し、米澤助手に自分と矢野との性的関係などの事情を告白した。この告白を踏まえ、米澤助手は、同日の小懇談会において、矢野のセクハラの事実の有無について調査したいと申し出た。
米澤助手らは、8月に送付した質問書について、質問書に記載した期限を過ぎても返答がなかったため、文部大臣宛に9月27日付で井口弁護士を代理人として質問書を送った。10月1日、文部省は京都大学に照会し回答を求めた。坪内所長は、高谷教授、前田教授の立ち会いの下、矢野に対し事実関係を問い質したが、矢野は事実関係は存在しない旨の弁明をした。10月4日、坪内所長は、事実関係を調査したいと申し出た米澤助手に対し、事実関係の調査を所長の責任で公的なものとすることを決めたので、調査結果をまとめて提出してほしい旨の説明をした。
米澤助手は、甲野らに公的な調査が開始されるので協力してほしい旨を伝え、甲野らから陳述書を入手した。それに聴取書や証言メモを作成し、これらに基づいて作成した調査報告書と陳述書等を11月8日に坪内所長に提出した。11月11日、坪内所長は改善委員会を開き、被害者とされる女性の実在と証言の自発性を確認するため、海田教授、土屋教授、前田教授、福井教授の4名（以下、「海田教授ら」という。）が2名1組になって面談調査をすることを決定し、米澤助手の立ち会いの下で、甲野、A子、B子から話を聞いた。坪内所長を含むセンターの教授らは、海田教授らからの調査結果を聞いて、「矢野は潔白ではないのではないか。」という心証を持ったが、「教授会には司法権がなく、本人個人の誠意ある対応を待つしかない。」という消極論が大勢を占め、11月20日に米澤助手に対して、「すぐには結論が出ない。しばらく待ってほしい。」と答えるに留まった。

### 人権救済の申立
甲野は、自分が調査に応じたのにセンター側は矢野に対する処分をする様子が全くなかったので、井口弁護士に対処方法を相談した。そして、プライバシーの保護と時効の壁を乗り越えることを考慮して、匿名で人権救済の申し立てをすることを決めた。そして、井口弁護士と他6名の弁護士を代理人として、12月14日に京都弁護士会人権擁護委員会に対し、「甲野乙子」という仮名で人権救済の申し立てを行った。

### 矢野の対応
矢野が12月15日にスウェーデンの出張から帰国した後、自宅に新聞記者が待機しているという情報があったため、自宅に帰らず京都市内のホテルに宿泊した。事態の対処について徳山理事長と相談し、徳山理事長の勧めもあって、教授職を辞任して出家することを決意した。12月17日、高谷教授は、徳山理事長から矢野が辞意を固めていることを電話で聞いた。12月18日、高谷教授は確認のため、古川教授と共に矢野を訪ねたところ、矢野は、よく考えた結果出家することに決めたからできるだけ早く辞めたい旨を語った。高谷教授は、12月19日の朝にセンターへ行って坪内所長らに矢野の決意を報告し、その日の夜に2種類の辞職願書式を矢野に渡した。矢野は縦書きの書式に従って全文自筆の辞職願を書き、坪内所長に届けてほしいことと、センターに保管されている印鑑を辞職願に押印してほしいことを高谷教授に依頼して預けた。12月20日、高谷教授は坪内所長に辞職願を渡し、センター事務局職員によって辞職願に印鑑を押印してもらった。坪内所長は、矢野を訪ね、古川教授が同席する中で、セクハラの事実の有無と辞意の確認をした。その面談において、矢野は、坪内所長宛に辞職の理由を記した書簡と、センター事務長宛に同封の『京都大学を去るにあたって』と題する文書を関係者に配布するように依頼した書簡を渡した。この際、矢野はセクハラの事実について否定した。
矢野は、12月21日に臨済宗東福寺にて居士としての修行生活に入った。12月25日には、京都新聞のコラムに『諸縁放下』という文章を寄稿した。
センターでは、12月27日の教授会と協議員会で矢野の辞職が承認され、12月31日付で辞職辞令が発せられた。
1994年（平成6年）1月26日、「セクシュアル・ハラスメント疑惑事件の徹底究明を求める大学教員の会」などの代表が東福寺を訪れ、「矢野を匿うことで事実関係の究明を困難にした。」などと追求した。福島慶道東福寺派管長は「軽率だった。」とし、矢野は1月29日に東福寺を出ることとなった。2月9日までに朝日新聞に矢野からの釈明の手紙が届き、2月11日には『AERA』のインタビューに応じた。

### 小野和子の手記・文書
1994年（平成6年）1月18日、京都新聞に野田正彰の『危機状況での判断』というエッセイが掲載された。その中で、矢野のセクハラ疑惑について、次のような趣旨のことを書き記している。「矢野の進めてきた研究は私人の趣味ではなく長い年月と社会的経費が投じられたものであり、辞職するには明確な理由がなくてはならない。研究者個人への中傷で辞めるべきではなく、大学もそのような個人攻撃を容認しないという意思を見せるべきであった。元秘書が矢野を告発したいのであれば、刑事告訴をすべきである。」
この文を読んだ小野和子は、匿名でなされた告発は矢野個人への誹謗中傷に過ぎない、と捉えられかねず、現代社会で女性の置かれている状況が理解されていないと考え、以前からセクハラについての原稿を依頼されていたこともあり、1月25日の京都新聞に『学者と人権感覚 矢野元教授問題によせて』と題する手記（以下、「本件手記」）を寄稿した。この中で、小野は、女性職員の有志による告発は事実に反する誹謗中傷ではないことを示し、改善委員会による調査において「三件の軽微なセクハラ」と「一人の女性の、レイプに始まるすさまじいまでのセクハラ」の事実（証言）が出てきたことを書き記している。
本件手記の反論として、2月10日の京都新聞に河上倫逸の『もう一つの人権侵害』が掲載された。その中で、「根深い政治的背景をうかがわせる『事件』が、元秘書に対する『セクシュアル・ハラスメント』という問題に矮小化されてしまいつつある。」とした上で、次のような趣旨のことを書き記している。「矢野の辞職はセクハラ問題による批判を受け入れたものと明言されておらず、辞職自体が本人の自由意志かどうかすら明らかではない。また、批判者は匿名か伝聞の形を取っており、矢野には反論の機会が与えられておらず、客観的に事実確認がなされていない。矢野が犯罪行為を継続的になしてきたと主張するなら刑事告訴がなされるべきであり、矢野も事実関係で争うなら名誉毀損などで告訴すべきである。」
2月20日、京都府婦人センターで開催された「大学でのセクシュアル・ハラスメントと性差別をテーマとする公開シンポジウム」において、小野は自身の作成した『河上倫逸氏に答える セクハラは小事か』と題する文書（以下、「本件文書」）を参加者に配布した。その中で、「セクハラ即ち女性の権利の侵犯は果たして『矮小』なことなのであろうか。」「私たちが問うているのは、その『セクハラは小事』とする差別意識である。」と訴え、改善委員会は被害者から証言を聞いて確認しており、矢野自身が謝罪の念書を提出しているケースもあることを踏まえ、「決していわゆる『伝聞』ではない。」と書き記した。

## 裁判の経緯
1994年（平成6年）2月15日、霞が関の司法記者クラブで矢野の弁護士から記者会見が行われ、これから訴訟を起こすという声明を発表した。
矢野は本格的に法廷闘争に臨むために2月中に住所を京都から東京に移したが、1995年（平成7年）2月9日、行政訴訟以外の訴訟について京都地方裁判所への移送が決定した。
下記全ての訴訟が矢野の請求を棄却した。

### 行政訴訟
本件は、1994年（平成6年）3月8日、矢野が、文部大臣を相手に、京都大学教授辞職の意思表示には瑕疵があり不成立、仮に意思表示が成立していると仮定しても、心裡留保、詐欺、強迫、意思無能力、錯誤、手続違背により辞職承認処分は無効・違法として辞職承認処分の取り消しを求めたものである。
本件辞職承認処分が適法かどうかを争点として争われたが、1996年（平成8年）8月20日、東京地方裁判所は処分は適法として請求を棄却した。
矢野は控訴したが、12月2日、東京高等裁判所における第1回弁論において裁判長から示唆を受けたことで訴訟を取り下げ、訴訟そのものが消滅した。

### 小野訴訟
本件は、1994年（平成6年）3月18日、矢野が、小野を相手に、小野が作成した本件手記・本件文書に矢野を加害者として書いたことが、矢野の名誉を毀損したとして、損害賠償を求めたものである。
争点は、以下の通りである。
1. 本件手記・本件文書の事実記載部分（「レイプに始まるすさまじいまでのセクハラ」「数年にわたるセクハラ」など）の真実性の有無
2. 本件手記の事実記載部分（「決していわゆる『伝聞』ではない。」）を真実であると信ずるに足りる相当な理由の有無
3. 本件手記・本件文書の論評部分（「私はこれらの事実経過にもとづいて、一連のセクハラが、女性の人格の尊厳を犯すとともに、矢野氏自身の人格を卑しめるものであった、と主張したいのである。」など）の相当性の有無
4. 名誉毀損の因果関係および精神的苦痛に対する損害額

1997年（平成9年）3月27日、元秘書らの証言を採用して小野の主張をほぼ全面的に認め、請求を棄却した。矢野は控訴したが、11月13日に控訴を取り下げた。

#### 判決要旨

##### 解説・評釈等
小野訴訟は、セクハラ被害者が加害者に損害賠償を求めたものではなく、その被害者の話を元に第三者が作成した手記・文書が加害者に対する名誉毀損に当たるか否かが争われたという特殊な訴訟であり、マスコミ等でも報道された事件であることや、実務的にも参考になる点があると判断されたこと、また、「人事院規則10-10（セクシュアル・ハラスメントの防止等）」が1999年（平成11年）4月1日に施行される際に、判例紹介誌において紹介された。
被告側には、小野訴訟の課題として、被害者である甲野の精神的被害をいかに裁判所に理解させるか、ということがあった。そこで、甲野がフェミニストカウンセラーである井上摩耶子のカウンセリングを受けるとともに、井上による心的外傷後ストレス障害（PTSD）についての意見書を提出してもらうこととなった。1996年（平成8年）11月25日付で裁判所に井上作成の意見書が提出され、PTSDが明確な形で裁判所に提示された最初の事件となった。
井上の意見書は、「はじめに」で「裁判において性暴力被害者の心理や行動がより客観的に理解されるように、カウンセリングや心理学の観点から性暴力被害者のPTSDや心理状態を説明し、また、裁判において被害者がいつも突きつけられる問い『嫌ならなぜそう言わなかったのか』『嫌ならなぜ逃げなかったのか』について考え、その問い自体に含まれている問題について検討したいと思う。また、甲野乙子さんの被害が長期にわたった理由、その被害を長期にわたって告発できなかった理由を心理学的に説明したい。」と説明した上で、次の項目に分けて述べられている。
1. セクシュアルハラスメント・強姦被害者のPTSD
2. 性暴力被害者の社会・文化的イメージと「強姦神話」
3. 「なぜ被害者は黙っているのか？」「なぜ被害者は逃げないのか？」
4. 甲野さんの被害が長期化した理由

この意見書により、小野訴訟は従来の裁判と異なり、「なぜ逃げなかったのか。」「なぜもっと早く告発しなかったのか。」という被害者の行動を問題とするのではなく、「強姦の被害者が意に反した性交渉をもった惨めさ、恥ずかしさ、そして自らの非を逆に責められることを恐れ、告発しないことも決して少なくないのが実情であって、自分で悩み、誰にも相談できないなかで葛藤する症例（いわゆるレイプ・トラウマ・シンドローム等）もつとに指摘されるところであるから、……」と、当時の心理学の研究成果等を理由に、逃げることができない、告発することができない被害者心理に理解を示した判決とされる。
また、小野訴訟は、真実性の有無が争点とされたが、言論の自由・表現の自由と名誉毀損の議論を有する一面を持っていたとされる。刑法230条に規定する名誉毀損罪は、「その事実の有無にかかわらず」成立する犯罪であるが、言論・表現の自由の担保として、同法230条の2において「真実であることの証明があったときは、これを罰しない」と、一定の条件の下に、他人の名誉を毀損しても罰しない規定を設けている。論評部分に関して、日本ではアメリカ法にいう公正な論評の法理を取り入れたとされる最高裁判例（最判平1.12.21、民集43巻12号2252頁）がある。本判決も、「事実記載部分は真実ないし真実と認めるに足りる相当な理由があるうえ、その論評としても通常人ならば持ちうるであろう合理的な論評の範囲を出るところはない」として、基本的には最高裁判例（あるいはその原審となる高裁判例）に従った判示をしている。

### 井口訴訟
本件は、1994年（平成6年）4月5日、矢野が、井口弁護士を相手に、女性職員有志の代理人として行った文部大臣に対する質問は大学の自治を犯すものであり、甲野の代理人として行った人権救済の申し立ては弁護士としての職務範囲を越えた不法行為であり、これらの行為が矢野の名誉を毀損したとして、損害賠償を求めたものである。
1997年（平成9年）7月9日、京都地方裁判所は「公益を図る目的の公表で、不法行為とはいえない。」などとして請求を棄却した。

### 甲野訴訟
本件は、1994年（平成6年）4月1日、矢野の配偶者が、甲野乙子に対し、虚偽の申し立てにより名誉を傷つけられたとして、損害賠償を求めたものである。その後、4月5日に矢野本人からも提訴された。
1997年（平成9年）9月19日、京都地方裁判所は「公益のための公表で、名誉毀損の賠償請求は認められない。」などとして請求を棄却した。矢野は控訴したが、小野訴訟と同時に取り下げた。

## 事件の影響など

### 京都大学
井村裕夫京都大学総長は、1994年（平成6年）9月15日発行の『京大広報』において『大学における性差別の問題をめぐって』と題する文書を発表し、「相手の意に反する性的言動がないよう」注意を呼びかけ、「京都大学においては，今後性差別にかかわる人権問題が生じないよう，啓蒙活動を続ける予定であります。また問題があった場合，相談できる仕組みを設けることも検討しています。」と述べた。
人権救済の申し立てを調査していた京都弁護士会は、1998年（平成10年）3月31日付で、矢野の一連の行為をセクハラと認めて矢野に警告書を送り、京都大学と坪内所長に対して再発防止の具体的措置を求める要望書を送った。京都大学では大学としての対応が検討され、性差別問題に関する相談受け入れ窓口が各部局に設けられ、1999年（平成11年）6月1日、セクハラ防止対策等を検討し問題が生じた場合には解決のための適切な対応の助言等を行うための人権問題対策委員会と、性差別問題の相談受け入れを業務の1つとするカウンセリングセンターが設置された。

### 女性学教育ネットワーク
矢野事件をきっかけとして、1995年（平成7年）から、「女性学教育ネットワーク」の有志3人によって、関西を中心に大学における教職員と学生に関するセクハラの実態調査が行われた。

## その他
- 1994年（平成6年）2月9日から11日の3日間にかけて、本事件についての特集が朝日新聞の東京版に取り上げられた[81]。この特集記事は次々に地方版に転載されたが、大阪版には掲載されなかった[1][81]。上野千鶴子が後から関係者に話を聞いたところ、大阪本社のデスクがセクハラには報道価値がないと判断したことが理由だと答えられた[1]。
- 矢野は『AERA』でのインタビューでセクハラ疑惑を否定し、「事実ではないとしたら、なぜ疑惑がおきるのでしょう。」という質問に「読売新聞社とノーベル財団との間でかなり激しいやりとりがあったのも事実です。だが、私には（ノーベル財団に対して）守秘義務があるので、（この背景は）話せない。」「なにか（政治的な謀略）がからんでいるとしか思わざるを得ない。」と答えた[82]。矢野の親友であったという関係者は、ノーベル賞の選考委員だった矢野はある団体からの平和賞への推薦の依頼を断った際に「死ぬより辛い目を見せよう。」と言われた、と証言している[83]。
- また、矢野は、自著『近代の超克』において、「私は、ある種の日本的な社会力学によって裁かれたのである。日本では、裁きは司法が行うまえに、扇情的なマスコミの動員と結びついた、社会の『空気』が行うのである。」「むろん、その背後には、姿をみせないほんとうの仕掛人が、重大な報復の意図をもって、存在した。」と述べている[84]。
- 矢野は判決が出る前年にウィーンに渡りウィーン大学の客員教授となったが、1999年（平成11年）12月14日にウィーンで死亡した[83][85]。
- 矢野の甥にあたるくりぃむしちゅーの有田哲平は、「親戚にいる大学教授のオジサンを見習えと言われ続けたが、その人はセクハラで訴えられた。」とネタにしている[83]。

## 関連書
- 『ニューズレター』 No.1-No.2、矢野事件の被害者を支援する会、1994年3月-1994年6月 エラー: 日付が正しく記入されていません。（説明）。 NCID AA12256572。
- 『ゆりかもめ』 No.3-No.14、矢野事件の被害者を支援する会、1994年12月 - 1998年9月。 NCID AA12256583。
- 小野和子編著『京大・矢野事件 キャンパス・セクハラ裁判の問うたもの』インパクト出版会、1998年9月。ISBN 9784755400810。
- 甲野乙子『悔やむことも恥じることもなく 京大・矢野教授事件の告発』解放出版社、2001年7月。ISBN 9784759260571。
- 『日本女性差別事件資料集成12』 第6巻 京都大学矢野事件、すいれん舎、2015年8月。ISBN 9784863693876。
- 『日本女性差別事件資料集成12』 第7巻 京都大学矢野事件、すいれん舎、2015年8月。ISBN 9784863693883。
- 『日本女性差別事件資料集成12』 第8巻 京都大学矢野事件、すいれん舎、2015年8月。ISBN 9784863693890。